# Sonny with a Chance (soundtrack)
Sonny with a Chance is het soundtrack-album voor de Disney Channel Original Series van dezelfde naam. Het werd uitgebracht op 5 oktober 2010 van Walt Disney Records. Het debuteerde op nummer 163 op de Billboard 200.

## Achtergrond
Vier van de in totaal negen tracks op de soundtrack worden gezongen door een serie 'ster van de show, Demi Lovato. Co-sterren Tiffany Thornton en Sterling Knight presteren elk twee nummers. Hollywood Records groep Allstar Weekend verschijnt eenmaal op de soundtrack. De theme song, "So Far, So Great", werd geschreven door Aris Archontis, Jeannie Lurie en Chen Neeman.
De videoclip voor "Work of Art", door Demi Lovato, is nu te zien op YouTube. De video werd ook bij de "Sonny with a Chance" Halloween Special op 17 oktober 2010 op Disney Channel te zien.

## Promotie
"So Far, So Great" was het eerste nummer uitgebracht van de soundtrack. Het werd uitgebracht op 9 juni 2009 en is de titelsong voor de serie. Het verscheen voor het eerst op het album Disney Channel playlist , en werd later uitgebracht op Demi Lovato's album Here We Go Again als bonustrack. Het heeft ook rotatie ontvangen op Radio Disney.
"Me, Myself and Time" werd uitgebracht als een promotionele single van de soundtrack. Het lied werd digitaal uitgebracht op 3 augustus 2010. Het was te zien in een aflevering van de tv-serie en was later te luisteren op Radio Disney voor airplay.
"Work of Art" werd gekenmerkt in de Halloween aflevering van Sonny with a Chance. Ook hebben in de aflevering Allstar Weekend het liedje "Down Come with Love" gespeeld.
"What To Do" is te zien in de aflevering "New Girl".

## Tracklist
Standaard editie

| Nr. | Titel                | Artist           | Duur |
| --- | -------------------- | ---------------- | ---- |
| 1.  | Me, Myself and Time  | Demi Lovato      | 3:47 |
| 2.  | Hanging              | Sterling Knight  | 2:58 |
| 3.  | Kiss Me              | Tiffany Thornton | 3:34 |
| 4.  | What to Do           | Demi Lovato      | 3:03 |
| 5.  | How We Do This       | Sterling Knight  | 2:52 |
| 6.  | Work of Art          | Demi Lovato      | 2:56 |
| 7.  | Come Down with Love  | Allstar Weekend  | 3:05 |
| 8.  | Sure Feels Like Love | Tiffany Thornton | 3:43 |
| 9.  | So Far, So Great     | Demi Lovato      | 2:14 |

| Nr. | Titel          | Artist             | Duur |
| --- | -------------- | ------------------ | ---- |
| 1.  | Meet You Later | Andressa Andreatto | 2:59 |

| Nr. | Titel         | Artist              | Duur |
| --- | ------------- | ------------------- | ---- |
| 1.  | Time to Shine | Agnieszka Mrozińska | 2:29 |